# Mousesports
Mousesports (скорочено mouz, MOUZ) — це німецька кіберспортивна організація що базується в Німеччині. Вона має команди в кількох дисциплінах, але найбільш відома своєю командою з CS:GO. MOUZ була однією із засновниць G7 Teams. Команда MOUZ з League of Legends наразі змагається в ESL Pro Series, а раніше брала участь в European Challenger Series.

## Історія

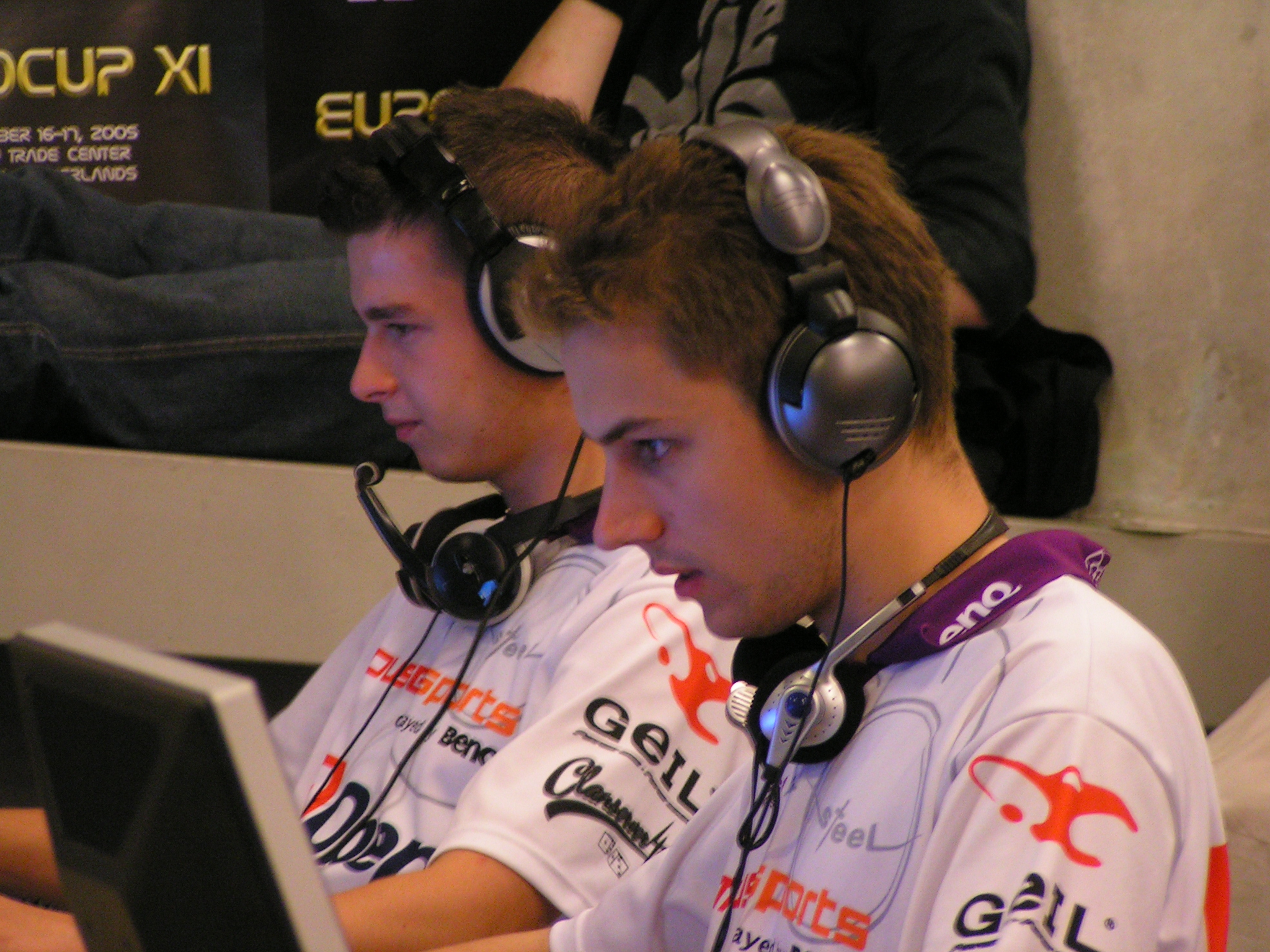
Гравці Mousesports Unreal Tournament беруть участь у турнірі 2005 року

Mousesports була заснована у 2002 році в Берліні, Німеччина, як команда з Counter-Strike. Команда почала брати участь у невеликих турнірах, що поступово привело до її прогресу у більших змаганнях. До 2006 року, коли була створена G7 Teams, mousesports стала однією з найсильніших кіберспортивних організацій у Європі, маючи підрозділи з Counter-Strike, Warcraft III, Quake 4, Battlefield 1942 та Unreal Tournament.
13 травня 2007 року mousesports оголосила про придбання Nihilum — офіційно визнаної провідної організації у світі World of Warcraft. Nihilum стала дочірньою структурою mousesports. Гільдія була перетворена на спільноту під назвою "Nihilum: mousesports MMO". Nihilum була найсильнішою командою mousesports у європейських змаганнях. Однак восени 2008 року відносини між mousesports і Nihilum стали невизначеними, і 10 листопада було оголошено, що колишня PvE-команда SK Gaming об'єднається з гравцями Nihilum, що фактично завершило партнерство, яке тривало понад півтора року. Попри це, mousesports продовжила підтримувати бренд Nihilum і 1 серпня 2009 року запустила новий вебсайт спільноти, щоб об'єднати гільдію World of Warcraft Method, WotLK Wiki та бренд Nihilum під одним доменом.
20 квітня 2009 року mousesports оголосила про припинення підтримки Defense of the Ancients, ⁣попри значні успіхи у цій дисципліні. На початку 2010 року організація оголосила про створення складу зі StarCraft: Brood War, який спочатку включав кількох зіркових гравців із США, Канади, Німеччини, Польщі та України. З моменту приєднання до організації команда повністю перейшла на StarCraft II під час бета-тестування Wings of Liberty і згодом стала однією з найвідоміших у цій дисципліні. 29 липня 2010 року сталася одна з найбільших трагедій в історії електронного спорту — гравець mouz у Counter-Strike Антоніо "cyx" Данілоскі загинув у ДТП через розрив шини. Він пропустив свій рейс до Китаю, де мав змагатися зі своєю командою. Після його смерті було проведено численні меморіали, вшанування та присвячено постійну сторінку пам’яті на офіційному сайті mousesports. Через кілька місяців після смерті Данілоскі mousesports оголосила про завершення кар'єри решти гравців команди з Counter-Strike — Фатіха "gob b" Даїка, Навіда "Kapio" Джаваді та запасного гравця Крістіана "Blizzard" Хмеля. Їхнє прощання з командою відбулося після фіналу ESL Pro Series Season XVII.
У березні 2012 року mousesports оголосила про припинення підтримки свого підрозділу з Counter-Strike, пояснюючи це відсутністю перспектив на ринку на тлі зростаючої популярності Dota 2 та League of Legends. Пізніше того ж року Mouz сформувала новий склад з Counter-Strike: Global Offensive.[джерело?]
У квітні 2017 року mousesports підписала склад колишньої команди з Dota 2, Ad Finem, що стало першим поверненням організації до цієї гри майже за два роки.
2 серпня Крістіан 'loWel' Гарсія був звільнений від контракту з mousesports. 4 серпня було оголошено, що його замінить колишній гравець Penta Sports Міікку «suNny» Кемппі. Менш ніж за тиждень, 8 серпня, mousesports розірвала контракт з Денісом 'denis' Ховеллом і підписала Мартіна 'STYKO' Стика, який раніше виступав за HellRaisers.
У грудні 2017 року команда mousesports з Dota 2 розпалася.
У березні 2018 року mousesports підписала свій перший повний склад для змагань у Tom Clancy's Rainbow Six Siege.
27 червня mousesports оголосила про підписання Януша "Snax" Погоржельського з Virtus.pro як заміну для усунутого в запас Мартіна "STYKO" Стика.
30 липня mousesports оголосила про підписання команди з Rocket League, до складу якої увійшли Tigreee, Alex161 і Skyline. Раніше Alex161 і Skyline виступали за Servette Esports, тоді як Tigreee був придбаний у Team Secret. Ця команда Mousesports розпочала виступи в RLCS Season 6, оскільки Alex161 і Skyline зберегли своє кваліфікаційне місце, здобуте під тегом Servette.
15 жовтня mousesports оголосила про повернення Мартіна "STYKO" Стика до основного складу.
15 листопада тренер команди Tom Clancy's Rainbow Six Siege оголосив, що mousesports припинила співпрацю з командою, і він не залишиться в її складі.
10 січня 2019 року mousesports оголосила про підписання Лінуса "al0t" Мюллергрена з compLexity Gaming, який замінив Skyline. 
13 лютого 2019 року mousesports оголосила про підписання другої команди з Tom Clancy's Rainbow Six Siege – колишнього складу ENCE esports, а також тренера Міхіеля "oVie" ван Дартела. Однак 1 липня 2019 року організація припинила співпрацю з командою.
14 березня mousesports оновила свій склад, підписавши woxic, frozen і karrigan. Разом з тим oskar покинув команду, а suNny і STYKO були переведені в запас.
22 червня 2020 року mousesports оголосила про вихід із RLCS і професійної сцени Rocket League в цілому, а також про розпуск свого складу.

## Склад

### Counter-Strike 2
| Гравці                                                                        | Ім'я                     | Національність           |
| ----------------------------------------------------------------------------- | ------------------------ | ------------------------ |
| torzsi                                                                        | Торжаш Адам              | Угорщина                 |
| xertioN                                                                       | Берман, Доріан           | Ізраїль                  |
| Spinx                                                                         | Гіладі, Лотан            | Ізраїль                  |
| Jimpphat                                                                      | Сало, Юмі                | Фінляндія                |
| Brollan                                                                       | Бролін, Людвіг           | Швеція                   |
| siuhy (I)                                                                     | Шкарадек, Каміл          | Польща                   |
| Тренери                                                                       |                          |                          |
| Головний тренер                                                               | Денніс "sycrone" Нільсен | Денніс "sycrone" Нільсен |
| Асистент тренера                                                              | Андреас "Xyp9x" Хьойслет | Андреас "Xyp9x" Хьойслет |
| Легенда: (I) Неактивний • (S) Дискваліфікований • ↻ Заміна • ✚ Травма/хвороба |                          |                          |
| Остання зміна складу: 22 січня 2025                                           |                          |                          |